# Попица
Попица (болг. Попица) — село в Болгарии. Находится в Врачанской области, входит в общину Бяла-Слатина. Население составляет 1 930 человек.

## Политическая ситуация
В местном кметстве Попица, в состав которого входит Попица, должность кмета (старосты) исполняет Таня Николова Петкова (независимый) по результатам выборов правления кметства.
Кмет (мэр) общины Бяла-Слатина — Венцислав Велков Василев (Болгарская социалистическая партия (БСП)) по результатам выборов в правление общины.